# Full Moon's Eyes
Full Moon's Eyes è il primo EP del gruppo musicale heavy metal belga Ostrogoth, pubblicato dall'etichetta discografica Mausoleum Records nel 1983.

## Descrizione
Si tratta del prima uscita discografica della band e fu edita su disco in vinile da 12", la versione in CD venne invece data alle stampe nel 1994; nel 2002 questo EP fu anche incluso nella ristampa del loro album d'esordio, Ecstasy and Danger, in tutte le occasioni la pubblicazione avvenne ad opera dalla Mausoleum Records.

Le quattro canzoni che compongono il disco presentano le sonorità dell'heavy metal tradizionale con accenni ai toni solenni tipici dell'epic metal.

## Tracce
1. Full Moon's Eyes – 3:47
2. Heroes' Museum – 3:59
3. Paris by Night – 5:40
4. Rock Fever – 3:14

## Formazione
- Marc de Brauwer – voce
- Hans van de Kerckhove – chitarra
- Rudy Vercruysse – chitarra
- Marnix van de Kauter – basso
- Mario Pauwels – batteria

### Produzione
- Fritz Valcke – produzione
- Ostrogoth – produzione
- Morris Jane – ingegneria del suono
- Gino De Wit  – grafica